# Love Overtime
「Love Overtime」（ラヴ・オーヴァータイム）は、1989年5月21日に発売された鈴木雅之通算6作目のシングル。

## 解説
- 3rdアルバム『Dear Tears』の先行シングル。
- 両曲ともレイ・パーカーJr.プロデュース。
- カップリングはベスト・アルバム『MARTINI』[注釈 1]に収録されたほか、カラオケ・ヴァージョンは同日発売のオリジナル・カラオケ・アルバム『MARTINI Instrumental Collection』[注釈 2]に収録された。

## 収録曲
作詞・作曲・編曲：RAY PARKER Jr.
1. Love Overtime（5:40）[1]
2. Our Love Is Special（4:51）[1]

## リリース日一覧
| 地域 | 発売日        | リリース                | 規格                   | 品番       | 備考                               |
| ---- | ------------- | ----------------------- | ---------------------- | ---------- | ---------------------------------- |
| 日本 | 1989年5月21日 | EPIC/SONY               | 8cmCDシングル          | 10·8H-3116 |                                    |
| 日本 | 2013年5月8日  | Epic Records Japan Inc. | デジタル・ダウンロード | -          | 通常音質（全2曲：AAC 128/320kbps） |